# Bushnell (Dakota del Sur)
Bushnell es un pueblo ubicado en el condado de Brookings en el estado estadounidense de Dakota del Sur. En el Censo de 2010 tenía una población de 65 habitantes y una densidad poblacional de 35,5 personas por km².

## Geografía
Bushnell se encuentra ubicado en las coordenadas 44°19′40″N 96°38′32″O / 44.32778, -96.64222. Según la Oficina del Censo de los Estados Unidos, Bushnell tiene una superficie total de 1.83 km², de la cual 1.83 km² corresponden a tierra firme y (0%) 0 km² es agua.

## Demografía
Según el censo de 2010, había 65 personas residiendo en Bushnell. La densidad de población era de 35,5 hab./km². De los 65 habitantes, Bushnell estaba compuesto por el 90.77% blancos, el 0% eran afroamericanos, el 7.69% eran amerindios, el 0% eran asiáticos, el 0% eran isleños del Pacífico, el 0% eran de otras razas y el 1.54% pertenecían a dos o más razas. Del total de la población el 0% eran hispanos o latinos de cualquier raza.